# Ammertzwiller
Ammertzwiller (deutsch Ammerzweiler, elsässisch Àmmerzwiller) ist ein Ortsteil der französischen Gemeinde Bernwiller mit 433 Einwohnern (Stand 1. Januar 2013) im Département Haut-Rhin in der Region Grand Est (bis 2015 Elsass). Sie bildete bis Ende 2015 eine eigene Gemeinde.
Die amtliche Schreibweise des Namens war bis zum 18. November 2015 Ammerzwiller. Da in elsässischen Gemeinden der Laut /ts/ (deutsch als ‹z› verschriftet) seit 1924 immer mit ‹tz› wiedergegeben wird, um die tatsächliche Aussprache auch im Französischen zu gewährleisten, beantragte der damalige Gemeinderat eine Korrektur der Schreibung. Diese erfolgte durch Dekret des Innenministers vom 16. November 2015 mit Wirkung ab dem 19. November 2015.

## Geografie
Die Ortschaft liegt im Sundgau, zwei Kilometer nördlich des Rhein-Rhone-Kanals und acht Kilometer nordwestlich der Stadt Altkirch.
Die Nachbargemeinden von Ammertzwiller waren Burnhaupt-le-Bas im Norden, Bernwiller im Osten, Balschwiller im Süden sowie Gildwiller im Westen.
Bei gutem Wetter hat man Aussicht auf die Berner Alpen.

## Geschichte
Der Ort wurde erstmals 1105 in latinisierter Form als Amaratvilla in einer Urkunde erwähnt, 1274 als Ammerrethswiler. Er gehörte zur Grafschaft Pfirt und ging 1324 mit dem Tod des letzten Grafen Ulrichs III. und der Heirat seiner Tochter Johanna auf die Habsburger über. Mit der Abtretung aller elsässischen Besitzungen der Habsburger im Westfälischen Frieden an die französische Krone im Jahr 1648 wurde Ammertzwiller französisch.
Ein Schloss der Ortsadligen wird bereits 1271 erwähnt. Es gehörte von 1576 bis zur Revolution den Waldner von Freundstein. Um 1840 war es völlig abgetragen.
Von 1871 bis zum Ende des Ersten Weltkrieges gehörte Ammerzweiler als Teil des Reichslandes Elsaß-Lothringen zum Deutschen Reich und war dem Kreis Altkirch im Bezirk Oberelsaß zugeordnet. Der Ort wurde im Ersten Weltkrieg völlig zerstört.
Der Stephanitag ist ein kommunaler Feiertag.
Nach einer Volksabstimmung, die am 8. Oktober 2015 stattgefunden hatte, schlossen sich auf den 1. Januar 2016 die bisherigen Gemeinden Bernwiller und Ammertzwiller zur neuen Gemeinde Bernwiller zusammen.

## Wappen
Wappenbeschreibung: „In Rot eine schwarze, silberne Kirchenfassade aus Mauerwerk, der Glockenturm auf der Höhe des Querschiffs.“ 
Das Wappen wurde im Jahr 1972 entworfen und erinnert an die gotische Kirche, die im Ersten Weltkrieg zerstört wurde.

## Bevölkerungsentwicklung
| Jahr      | 1910 | 1962 | 1968 | 1975 | 1982 | 1990 | 1999 | 2006 | 2012 | 2013 |
| Einwohner | 219  | 210  | 215  | 275  | 268  | 278  | 314  | 309  | 404  | 439  |

## Sehenswürdigkeit
Kirche Sankt Stefan (Saint-Étienne): Die aus dem 16. Jahrhundert stammende Kirche wurde im Ersten Weltkrieg zerstört. 1926/1927 entstand ein bemerkenswert harmonischer Neubau in neogotischen Formen. Hauptaltar neugotisch mit Szenen aus der Stefanus-Legende. Auf dem linken Seitenaltar eine spätgotische Skulptur: Jungfrau Maria mit Kind. Am Chorgestühl Porträt-Skulpturen von Seelsorgern der Gemeinde. Im Chor auch Wappen von mit dem Ort verbundenen Städten und Adelsfamilien (Grafen von Pfirt, Thann, Waldner von Freundstein, Herren von Altenach, Stadt Basel, das Landkapitel Sundgau, Maseveaux und Straßburg).In den Chorfenstern sieht man die Heiligen Stefan, Apollinaris, Katharina, Anna und im Mittelfenster eine Himmelfahrt Mariä. Die beiden westlichsten Fenster im Kirchenschiff  zeigen rechts die Evakuierung der Einwohner im Januar 1915, links deren Rückkehr ins zerstörte Dorf im März 1919. Die andern Fenster im Schiff mit Szenen aus dem Neuen Testament.
Minenkrater aus dem Ersten Weltkrieg (elsässisch Minaloch") an der rue du 11-Juillet-1915 Heute ein kleines wassergefülltes Biotop (Standort von Graureihern). Die französische Mine kostete 1915 um die hundert deutschen Soldaten das Leben.
|  |  |  |